# Ямабуси
Ямабуси (яп. 山伏, реже 山臥 , букв. «скрывающийся в горах»: 山 — гора, 伏 — скрываться) — горные отшельники в Древней Японии, в основном представители буддийских школ сингон и тэндай, сформировавших свободное сообщество и изначально слабо связанных с буддийскими святилищами и монастырями.

## История
Синтоизм почитал горы как священное место, где живут ками, и куда удаляются души мертвых. Чтобы зайти в подобное святое место, человек должен достаточно очиститься. Поэтому простые смертные не смели приближаться к этим местам. В качестве средств для достижения необходимой чистоты почитались буддийская и даосская магия. Всё это породило особый вид горных отшельников, называемых «ямабуси». Сочетая синтоистские верования с буддийскими и даосскими практиками, они стали выполнять роль «божественных почтальонов». Если кто-то хотел обратиться к ками, он мог передать свою просьбу ямабуси, а тот поднимался в горы и зачитывал её ками. Однако власти стремились сами контролировать данную идеологическую сферу, поэтому не признавали статуса ямабуси и подвергали их гонениям. В конце периода Нара (VIII век) в горы стали уходить и официальные монахи, недовольные коррупцией среди буддистов и их чрезмерным вмешательством в государственные дела. Их стали называть святыми мудрецами (хидзири). Среди них были и основатели двух первых буддийских школ Японии, тэндай и сингон.
Такие аскеты были известны в Японии под разными именами: кэндзя (яп. 賢者, «мудрец»), сюгэндзя (яп. 修験者, «горный отшельник»). Они славились своими магическими умениями, почитались как лекари и медиумы (яп. 神子, мико, «волхв»). Как уже было отмечено, многие из ямабуси были адептами школы сингон — одной из ветвей буддизма Ваджраяны, в соответствии с догматами которого Пробуждение можно обрести через отшельничество, самосозерцание, изучение природы и созерцание мандалы. Школы сингон и тэндай в одинаковой степени рассматривали горы как идеальное место для отшельничества и созерцания природы.

## Боевые искусства
Однако в своих горных убежищах монахи-ямабуси занимались не только созерцанием. Они также изучали ряд боевых искусств, что изначально было вызвано необходимостью защиты от горных разбойников. Впоследствии ямабуси применяли своё мастерство, участвуя в битвах даймё. Всё это принесло ямабуси славу великолепных воинов.
Ввиду возросшей репутации ямабуси как духовных учителей и хорошей организации их братства, многие духовные предводители-ямабуси стали получать высокие духовные чины в дворцовой иерархии, что, в свою очередь, усилило их политическое влияние.
В период Намбокутё ямабуси начали организовываться в особые отряды, управляемые из головных монастырей школ буддизма, к которым принадлежали воины-отшельники. Они помогали императору Го Дайго в его попытках свергнуть правление сёгунатa Камакура, показав при этом боевую выучку, способную противостоять профессиональной армии самураев.
В период Сэнгоку ямабуси присутствовали среди советников при дворах и армиях практически всех владетельных японских правителей. Некоторые из них присоединились к Такэде Сингэну, чтобы помочь Оде Нобунага в борьбе против Уэсуги Кэнсин в 1568 году, тогда как другие, включая настоятеля Сэссаи Тёро, были советниками при дворе Токугава Иэясу. Многие сражались против Нобунага, который, разбив ямабуси, положил конец временам монахов-воинов.
Ямабуси, как и было принято для обученных воинов того времени, великолепно владели луком и мечами, отдавая, однако, предпочтение нагината.
Считается также, что ямабуси практиковали ниндзюцу, и вообще имели довольно тесные связи с ниндзя, которых даже нанимали для выполнения особых поручений.